# Umikosaurus
Umikosaurus es un género extinto de mosasáuridos del Cretácico, encontrado en Hokkaido, Japón. 

## Clasificación
La especie tipo de Umikosaurus, U. prismaticus, se describió originalmente en 1999 como una nueva especie de Mosasaurus, M. prismaticus. Sin embargo, una tesis de 2016 de Hallie Pritchett Street por lo que el nomen ex dissertationae Umikosaurus se erigió para M. prismaticus.